# Krzywińskie (gromada)
Krzywińskie – dawna gromada, czyli najmniejsza jednostka podziału terytorialnego Polskiej Rzeczypospolitej Ludowej w latach 1954–1972.
Gromady, z gromadzkimi radami narodowymi (GRN) jako organami władzy najniższego stopnia na wsi, funkcjonowały od reformy reorganizującej administrację wiejską przeprowadzonej jesienią 1954 do momentu ich zniesienia z dniem 1 stycznia 1973, tym samym wypierając organizację gminną w latach 1954–1972.
Gromadę Krzywińskie z siedzibą GRN w Krzywińskich utworzono – jako jedną z 8759 gromad na obszarze Polski – w powiecie węgorzewskim w woj. olsztyńskim na mocy uchwały nr 28 WRN w Olsztynie z dnia 4 października 1954. W skład jednostki weszły obszary dotychczasowych gromad Krzywińskie i Stręgielek ze zniesionej gminy Kuty, obszar dotychczasowej gromady Brzozówko ze zniesionej gminy Budry oraz obszar dotychczasowej gromady Stręgiel ze zniesionej gminy Węgorzewo w tymże powiecie. Dla gromady ustalono 9 członków gromadzkiej rady narodowej.
Gromadę zniesiono 1 stycznia 1958, a jej obszar włączono do gromad: Budry (wsie Brzeźnik, Brzozowska Góra, Brzozówko i Gnaty, kolonia Dowiackie Nowiny oraz PGR Leśniki), Kuty (wsie Krzywińskie i Stręgielek, kolonie Golikowo i Koźlak, osadę Czernica oraz PGR Radziszewo)  i Węgorzewo (wieś Stręgiel oraz PGR Matyski) w tymże powiecie.